# مارك تايلور (سياسي)
مارك تايلور (بالإنجليزية: Mark Taylor)‏ هو سياسي أسترالي، ولد في 28 أكتوبر 1967 في Toongabbie ‏ في أستراليا. نشط حزبياً في New South Wales Liberal Party ‏. في 2015 New South Wales state election ‏، انتخب عضو الجمعية التشريعية لنيو ساوث ويلز عن دائرة Electoral district of Seven Hills ‏ (28 مارس 2015 – ).